# Минтаи (род)
Минта́и (лат. Theragra) — род рыб из семейства тресковых (Gadidae). Насчитывают два вида: атлантический минтай (Theragra finnmarchica) обитает в норвежских и российских водах Баренцева моря и собственно минтай, населяющий прибрежные воды севера Тихого океана от Японского моря до Калифорнии

## Строение
Минтаи достигают в среднем длины 55 см, массы около 1,5 кг. Тело удлинённое. На голове есть очень короткий подбородочный усик. Минтаи имеют три спинных и два анальных(почти равные по размеру) плавника. Хвостовой плавник с небольшой выемкой.

## Образ жизни
Минтаи являются пелагическими рыбами. Они обитают преимущественно на глубинах от 200 до 300 метров. Выплывают на мелководья от 50 до 100 метров для нереста и откорма. Минтаи питаются ракообразными организмами. Половая зрелость у минтаев наступает в возрасте от 3 до 4 лет (в этом возрасте минтай достигает своей предельной массы).